# Drapelele statelor componente ale Statelor Unite ale Americii
Steagurile statelor componente ale Statelor Unite ale Americii prezintă o varietate foarte largă de influențe regionale, sugerând prin diverse culori și principii de design diferite atât istoria și geografia locală, dar și frumusețile și bogățiile statului.  Toate cele 50 de state ale Statelor Unite ale Americii au steaguri puternic individualizate și complet diferite de steagul statului federal. 

## Actualele steaguri ale statelor Statelor Unite ale Americii

Steagul statului Alabama
Steagul statului Alaska
Steagul statului Arizona
Steagul statului Arkansas
Steagul statului California
Steagul statului Colorado
Steagul statului Connecticut
Steagul statului Delaware
Steagul statului Florida
Steagul statului Georgia
Steagul statului Hawaii
Steagul statului Idaho
Steagul statului Illinois
Steagul statului Indiana
Steagul statului Iowa
Steagul statului Kansas
Steagul statului Kentucky
Steagul statului Louisiana
Steagul statului Maine
Steagul statului Maryland
Steagul statului Massachusetts
Steagul statului Michigan
Steagul statului Minnesota
Steagul statului Mississippi
Steagul statului Missouri
Steagul statului Montana
Steagul statului Nebraska
Steagul statului Nevada
Steagul statului New Hampshire
Steagul statului New Jersey
Steagul statului New Mexico
Steagul statului New York
Steagul statului Carolina de Nord
Steagul statului Dakota de Nord
Steagul statului Ohio
Steagul statului Oklahoma
Steagul statului Oregon
Steagul statului Pennsylvania
Steagul statului Rhode Island
Steagul statului Carolina de Sud
Steagul statului Dakota de Sud
Steagul statului Tennessee
Steagul statului Texas
Steagul statului Utah
Steagul statului Vermont
Steagul statului Virginia
Steagul statului Washington
Steagul statului Virginia de Vest
Steagul statului Wisconsin
Steagul statului Wyoming

## Steaguri de stat istorice

Steagul Georgiei (1906 - 1920)
Steagul Jefferson (propunere secesionistă)
Steagul Massachusettsului (pre 1971)
Stagul Republicii Vermont (1777-1791, predecesorul statului Vermont)